# Landolphia ligustrifolia
Landolphia ligustrifolia är en oleanderväxtart som först beskrevs av Otto Stapf, och fick sitt nu gällande namn av Marcel Pichon. Landolphia ligustrifolia ingår i släktet Landolphia och familjen oleanderväxter. Inga underarter finns listade i Catalogue of Life.